# Шиньшинское сельское поселение
Шиньшинское се́льское поселе́ние — муниципальное образование в Моркинском районе Марий Эл Российской Федерации.
Административный центр — село Шиньша.

## История
Статус и границы сельского поселения установлены Законом Республики Марий Эл от 18 июня 2004 года № 15-З «О статусе, границах и составе муниципальных районов, городских округов в Республике Марий Эл».

## Население
| 2010  | 2011  | 2012  | 2013  | 2014  | 2015  | 2016  |
| ----- | ----- | ----- | ----- | ----- | ----- | ----- |
| 2918  | ↘2904 | ↘2810 | ↘2725 | ↘2663 | ↘2588 | ↘2536 |
| 2017  | 2018  | 2019  | 2020  | 2021  | 2023  |       |
| ↘2483 | ↘2406 | ↘2367 | ↘2319 | ↘1960 | ↘1905 |       |

## Состав сельского поселения
В состав сельского поселения входят 2 села и 14 деревень:
| №  | Населённый пункт | Тип населённого пункта       | Население |
| -- | ---------------- | ---------------------------- | --------- |
| 1  | Варангуж         | деревня                      | 157       |
| 2  | Досметкино       | деревня                      | 106       |
| 3  | Ишли-Пичуш       | деревня                      | 83        |
| 4  | Кораксола        | деревня                      | 40        |
| 5  | Кубыш-Ключ       | деревня                      | 27        |
| 6  | Макаркино        | деревня                      | 23        |
| 7  | Мамайкино        | деревня                      | 61        |
| 8  | Миклино          | деревня                      | 23        |
| 9  | Новый Юрт        | деревня                      | 99        |
| 10 | Нуж-Ключ         | деревня                      | 389       |
| 11 | Пертылга         | деревня                      | 66        |
| 12 | Русский Уртем    | село                         | 23        |
| 13 | Тат-Чодраял      | деревня                      | 306       |
| 14 | Токпердино       | деревня                      | 249       |
| 15 | Чепаково         | деревня                      | 101       |
| 16 | Шиньша           | село, административный центр | 1165      |